# David Lindsay (écrivain)
Pour les articles homonymes, voir David Lindsay et Lindsay.
Œuvres principales
- Un voyage en Arcturus

David Lindsay, né le 3 mars 1876 né à Lewisham en Angleterre et mort le 16 juillet 1945  à Hove en Angleterre, est un écrivain écossais, principalement connu pour son roman de science-fiction Un voyage en Arcturus, paru en 1920.

## Biographie
David Lindsay naît à Lewisham, dans la banlieue de Londres, où son père s'est installé après avoir quitté l'Écosse. Il reçoit une éducation très puritaine et se révèle brillant à l'école, notamment en mathématiques et à l'anglais, et décroche une bourse pour entrer à l'université, mais les difficultés financières de sa famille l'obligent à abandonner ses études pour chercher du travail. Il devient ainsi employé dans une compagnie d'assurance de la City en 1894.
Lorsque la Première Guerre mondiale éclate, Lindsay est appelé, malgré son âge (il a trente-six ans). Il ne combat pas sur le front, et ne quitte même pas l'Angleterre, étant assigné à diverses tâches administratives. Il se marie en 1916 avec Jacqueline Silver, une jeune fille de dix-huit ans. Après la guerre, il décide de changer de vie : il abandonne son travail et Londres, achète une maison à St Columb Minor (en), en Cornouailles, et entreprend l'écriture de son premier roman.
Un voyage en Arcturus paraît chez Methuen Publishing en 1920. Le public boude ce roman qui mêle science-fiction et allégorie, malgré l'enthousiasme du critique Robert Lynd. Deux autres livres dans la même veine, The Haunted Woman et Sphinx, suivent en 1922 et 1923, sans rencontrer davantage le succès. Cherchant à attirer l'œil du public, Lindsay change de domaine dans son quatrième ouvrage, The Adventures of Monsieur de Mailly, un roman historique situé dans le Paris de Louis XIV. Il peine à trouver un éditeur, et ce n'est qu'en 1926 que ce livre est publié.
En 1929, la famille Lindsay quitte les Cornouailles pour le Sussex : d'abord Ferring, puis Hove en 1938. Entre-temps est paru le cinquième roman de David Lindsay, le dernier de son vivant : Devil's Tor, influencé par sa passion pour les légendes scandinaves (1932). Il meurt en 1945 et laisse deux romans inédits, The Violet Apple et The Witch, publiés en 1976.

## Œuvres
- 1920 : Un voyage en Arcturus (A Voyage to Arcturus)
- 1922 : The Haunted Woman
- 1923 : Sphinx
- 1926 : The Adventures of Monsieur de Mailly
- 1932 : Devil's Tor
- 1976 : The Violet Apple and The Witch
- 2003 : A Christmas Play (pièce de théâtre, éditée par Douglas A. Anderson dans l'anthologie Tales Before Tolkien: The Roots of Modern Fantasy)